# 코르코바두

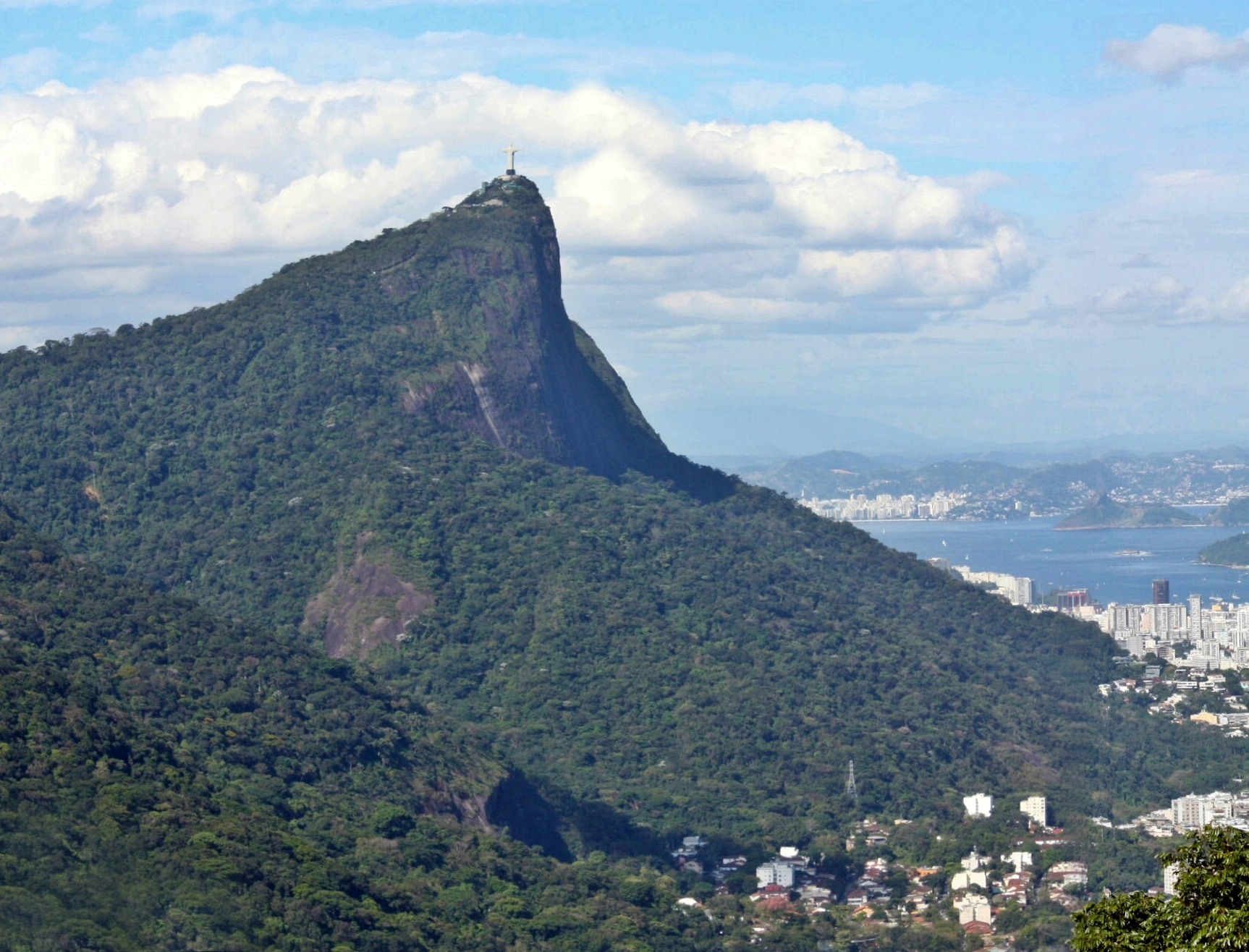
코르코바두 언덕

코르코바두(브라질 포르투갈어: Corcovado)는 브라질 리우데자네이루 중부에 있는 710 m 높이의 언덕이다. 포르투갈어로 꼽추를 의미한다.
브라질을 대표하는 유명한 곳이 바로 코르코바두 언덕의 구세주 그리스도상이다. 1931년 10월 12일에 브라질의 독립 100주년을 기념하기 위해 표고 710 m의 코르코바두 언덕 위에 세워진 거대한 이 그리스도상은 리우데자네이루 시내 어느 곳에서나 볼 수 있으며, 동상의 높이는 무려 38 m에 달하며, 좌우로 벌린 두팔의 길이도 28 m에 이른다. 무게는 1,145 t이다. 전망대에서는 시내의 경관뿐만 아니라 코파카바나 해안, 이파네마 해안까지도 볼 수 있다.